# Pseudorhynchus crosskeyi
Pseudorhynchus crosskeyi är en insektsart som beskrevs av David R. Ragge 1969. Pseudorhynchus crosskeyi ingår i släktet Pseudorhynchus och familjen vårtbitare. Inga underarter finns listade i Catalogue of Life.